# Marie-Anne Botot Dangeville

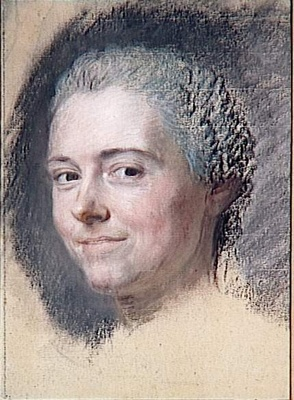
Marie Anne Botot, genannt Dangeville, Zeichnung durch Quentin de La Tour

Marie-Anne Botot, genannt Mademoiselle Dangeville die Jüngere (geboren am 29. Dezember 1714 in Paris; gestorben am 29. Februar 1796 ebenda) war eine französische Schauspielerin.

## Leben
Dangeville war die Tochter des Tänzers Antoine-François Botot (1681–1757) und dessen Ehefrau, der Schauspielerin Catherine Dangeville. Beide waren unter dem Namen Dangeville bekannt und diesen Namen übernahm dann auch ihre Tochter. 
Sie stand bereits in jungen Jahren auf der Bühne und lernte das Handwerk ihrer Eltern; ihr Vater brachte ihr das Tanzen bei. Sie debütierte am 28. Januar 1730 in ihrer ersten Hauptrolle an der Comédie-Française in Paris, in dem Stück Le Médisant von Philippe Néricault Destouches.
Über dreißig Jahre lang spielte sie am Theater, wobei sie sich in einer für ihre Zeit ungewöhnliche Ernsthaftigkeit in ihre Rollen vertiefte und diese auf diese Weise interpretierte. Erfolge konnte sie auch immer wieder im Zusammenspiel mit ihrem Kollegen Préville erzielen. Aufgrund ihrer heiteren, herzlichen Art erlangte sie das Wohlwollen ihrer Zeitgenossen, Voltaire bewunderte sie sehr. Freundliche Kritiken erhielt sie ebenfalls von Friedrich Melchior Grimm und Claude-Joseph Dorat.
Sie zog sich 1763 von der Bühne in den Ruhestand zurück und lebte in einem Pariser Stadthaus (Rue de Vaugirard). Dort empfing sie auch befreundete Dichter wie Claude-Joseph Dorat, Antoine-Marin Lemierre und Germain-François Poullain de Saint-Foix.
Ihre Büste wurde in der Comédie-Française mit dem Zusatz aufgestellt: La force du naturel (Kraft aus natürlichem Talent).